# Clostridium chauvoei
Clostridum chauvoei:
Sporii sunt prezenți în sol (rezistă până la 11 ani).
Prezența sporilor este legată de zonele geografice care imprimă boli cu caracter zonal.
Rezistă la temperatura de 70 de grade timp de 30 de minute.
Formele vegetative sunt distruse de factorii de mediu, sunt sensibile la antibiotice: (penicilina și tetraciclina). Morfologia: băștinaș sporilor necapsulat, ciliat gram pozitiv. În mediile lichide turbiditatea este uniformă și emite gaze. Pe medii solide formează colonii rotunde culoare gri. Fermentează glucoza lactoză și produce acid butiric, alcool butiric.